# Axel Carion
Axel Carion (Axel, Michael, Jacques), nascido em 26 de julho de 1985 em Chartres (França) é um explorador francês, especializado em ciclismo de ultra distância e na organização de corridas autossuficientes de ultra ciclismo. Ele pedalou duas vezes a extensão da América do Sul em 2015 e 2017 e detém o Recorde Mundial do Guinness para pedalar a América do Sul, feito em fevereiro de 2017.
Ele é embaixador da ONG francesa Pompiers Sans Frontières, fundador da série de corridas BikingMan e embaixador da Riviera Francesa desde 2020.

## Recorde Mundial do Guinness - 2017
No dia 1º de janeiro, acompanhado do sueco Andreas Fabricius, tentou resolver a travessia ciclística mais rápida da América do Sul de Cartagena - Colômbia a Ushuaia - Argentina. Após 49 dias, 23 horas e 43 minutos, a dupla conseguiu chegar a Ushuaia na Terra do Fogo. Autossuficientes, eles tiveram que administrar alimentação, acomodações, reparos de bicicletas e alguns trechos remotos de mais de 100 km sem uma única aldeia.
O ponto alto do percurso foi a travessia da fronteira Paso de Jama entre Chile e Argentina onde os atletas tiveram que pedalar em alta altitude (4.800 acima do nível do mar) na região do Atacama.

## Prêmio aventura humana - 2017
A expedição da dupla da equipe na América do Sul, está listada para o VSD Human Adventure Award 2017 juntamente com os ciclistas Mike Horn, Thomas Coville, Christian Clot, Philippe Croizon e o astronauta Thomas Pesquet.

## Expedição Uturuncu, escalada do vulcão Uturuncu na Bolívia - 2018
Axel é apaixonado por ciclismo de alta altitude. Em agosto de 2018, ele tentou com sucesso chegar ao cume de uma das estradas mais altas do mundo: o Vulcão Uturuncu com 5.800 metros.

## Expedição "Chaskis", seguindo os passos dos corredores incas - 2019
Em julho de 2019, Axel Carion acompanhado pelo recordista alemão Jonas Deichmann, conseguiu pedalar os 1.900 quilômetros de trilhas entre o Vale do Inca e a Sierra Blanca no Peru. Eles realizam a façanha de cruzar um dos segmentos rodoviários mais altos do Peru, a " Qhapaq ñan " (rede de trilhas incas), apelidada de "Peruvian Great Divide" em referência à cordilheira que corta os Estados Unidos de norte a sul (Continental Divide).
Seu percurso era composto por 35 segmentos acima de 4.000 metros de altitude, incluindo 3 passes mais altos que o Mont Blanc. Eles ligaram a cidade de Cusco (capital da região de mesmo nome) ao vilarejo de Conococha, que fica no sopé da cordilheira branca, em 16 dias.
Eles completaram esta façanha em homenagem aos corredores peruanos "Chaskis", que percorreram muito tempo a pé para levar mensagens da capital Cuzco até as fronteiras do império Inca. Este percurso é extremamente exigente devido às condições climáticas predominantes (de + 40 ° a -15 ° C), às condições das trilhas andinas rochosas e lamacentas e ao acesso limitado a alimentos para reabastecimento.

## Recorde mundial na Jordan Bike Trail - 2020
Em fevereiro de 2020, Axel Carion convidou o recordista alemão Jonas Deichmann, para pedalar na Jordan Bike Trail em tempo recorde. Começando em Um Qais (Norte da Jordânia), o JBT segue a antiga estrada comercial e liga o Mar da Galileia, o Mar Morto e o Mar Vermelho e termina na cidade de Aqaba (Sul da Jordânia). Tem 730 quilômetros de extensão, com 20.000m de subida em 57 subidas. Os dois exploradores completaram esta expedição em 120 horas lutando contra temperaturas congelantes, neve, vento forte e elevação extrema da trilha. O tempo mais rápido antes de sua tentativa bem-sucedida foi concluída em 10 dias.

## Tempo mais rápido conhecido no GT20 na Córsega - 2020
Em setembro de 2020, Axel Carion acompanhado pelos atletas de ultra-distância BikingMan Anthony Duriani, Xavier Massart, Romain Level e Fabian Burri estabeleceram o primeiro tempo mais rápido conhecido para cruzar a Ilha da Beleza seguindo a rota aprovada pela Agência de Turismo da Córsega: GT20. Este curso conecta Bastia a Bonifacio via Cap Corse, o Deserto Agriates, Balagne e o Parque Natural Regional. Após 592 quilômetros e 11.000m de ganho vertical, Axel e sua equipe chegaram a Bonifácio em 35h32min pedalando sem parar sem ajuda e duas noites inteiras sem dormir.

## Principais expedições de ciclismo
- 2011: Cruzando as montanhas dos Cárpatos (1.200 km) na Europa Central
- 2012: Atravessando a Europa Central (1.500 km)
- 2013: Travessia do Atlas e Antiatlas (1.500 km) em Marrocos
- 2013: Cruzando a França de Mulhouse a Nice (1.000 km)
- 2015: Travessia continental da América do Sul em 185 dias (13.500 km)
- 2017: Recorde mundial de travessia da América do Sul em 50 dias (11.000 km)
- 2018: Subida do vulcão Uturuncu na Bolívia (5.800 m)
- 2019: Recorde mundial de travessia da peruana Qhapaq ñan (trilha real inca) em 16 dias
- 2020: Recorde mundial de travessia da Jordan Bike Trail em 120 horas (730km, 20.000m de subida)[14]
- 2020: Tempo mais rápido conhecido para cruzar o GT20 na Córsega - 35h32min (592km, 11.000m de subida)[15]